# Eppur si muove (roman)
Eppur si muove (în maghiară Eppur si muove – És mégis mozog a föld) este un roman din 1872-1873 de Mór Jókai.